# Sveriges ostkust

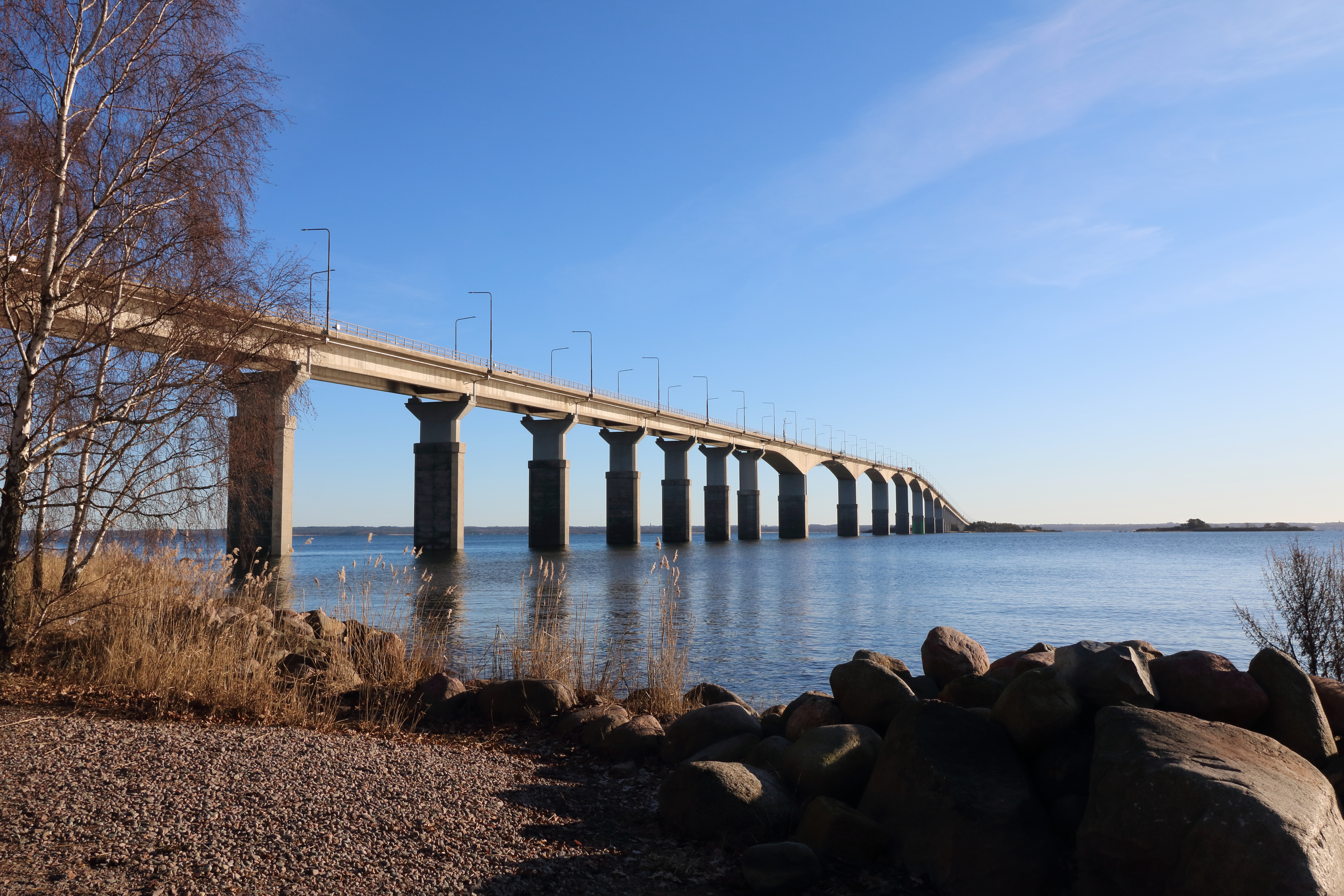
Ölandsbron mellan Kalmar och Färjestaden.

Sveriges ostkust, Sveriges östkust eller i folkmun bara ostkusten eller östkusten, är en informell region som syftar på Sveriges kust mot öster, till skillnad från Sveriges västkust och Sveriges sydkust.
I svenskan är det vanligt att öst eller östkust blir ost och ostkust, särskilt i meteorologiska och nautiska sammanhang. Det har att göra med att vokalskillnaderna blir tydligare än mellan väst och öst. Båda formerna har länge använts i svenskan och båda är godtagbara i språket.
Utanför ostkusten finns Sveriges två största öar, Gotland och Öland och ett antal skärgårdar, bland annat Östgötaskärgården och Stockholms skärgård (som är Sveriges största). Förutom Stockholm finns ett antal viktiga hamn- och industristäder längs kusten, bland annat Norrköping, Västervik, Oskarshamn och Kalmar. Gränsen mellan ostkusten och sydkusten brukar gå vid Kristianopel i Blekinge.